# Hermann Emrich
Hermann Emrich (* 6. Oktober 1901 in Grünstadt; † 21. März 1979 ebenda) war ein deutscher Verwaltungsbeamter und Literaturwissenschaftler, der zur Zeit des Nationalsozialismus als Regierungsrat in der „Westmark“ tätig war.

## Leben
1921 legte Emrich das Abitur in Kaiserslautern ab und studierte anschließend an den Universitäten Kiel, München und Heidelberg Philosophie, Kunstgeschichte und Literaturwissenschaften. 1926 promovierte er über Johann Wolfgang von Goethe. Danach arbeitete er als freier Schriftsteller, u. a. schrieb er in dieser Zeit einen autobiographischen Roman.
Politisch engagierte sich Emrich im Deutschvölkischen Schutz- und Trutzbund (DVSTB), bis er zum 1. August 1931 zur NSDAP übertrat (Mitgliedsnummer 564.705). Dort wurde er Gauhauptstellenleiter und Wissenschaftsfachberater des Gaues Rheinpfalz. Nach der „Machtergreifung“ wurde er Leiter des Volksbildungsverbandes und Präsident der Pfälzischen Gesellschaft zur Förderung der Wissenschaften (PGFW). Jedoch waren dies Ehrenämter. Finanziell war Emrich in dieser Zeit von Kurt Kölsch abhängig. Erst mit der Rückgliederung des Saargebiets wurde Emrich Beamter und als Regierungsrat im Reichskommissariat für die Rückgliederung des Saargebiets eingesetzt. 1937 gründete er das Saarpfälzische Institut für Landes- und Volksforschung, das 1941 in Westmark-Institut für Landes- und Volksforschung umbenannt wurde. Für das Institut waren namhafte Forscher wie Hermann Overbeck und Ernst Christmann tätig.
1940 wurde er Leiter des Sachgebietes Kunstförderung und Volksbildung beim Chef der Zivilverwaltung (CdZ) in Lothringen. In dieser Funktion baute er das Lothringische Institut auf. 1943 wurde er Generalreferent für Kunstförderung, Volksbildung, Wissenschaft sowie Grenz- und Auslandsdeutschtum der Westmark. In Lothringen wurde er zum Oberregierungsrat ernannt.
Nach dem Zweiten Weltkrieg wurde er aus dem öffentlichen Dienst entlassen.

## Werke
- Goethes Intuition. Heidelberg 1926. (Dissertation)
- Westmärkische Abhandlungen zur Landes- und Volksforschung. Als Herausgeber zusammen mit Ernst Christmann. Zeitschriftenreihe. Kaiserslautern 1937–1938.